# Shōta Matsuda
Pour les articles homonymes, voir Matsuda.
Shōta Matsuda (松田翔太, Matsuda Shōta) est un acteur japonais né le 10 septembre 1985 à Tokyo.

## Biographie
Toute la famille de Shōta Matsuda est dans le cinéma. Son père est l'acteur Yusaku Matsuda, sa mère l'actrice Miyuki Matsuda et son grand frère est Ryūhei Matsuda. Sa tante est l'actrice Mami Kumagai.

## Filmographie

### Cinéma
- 2006 : Nagai sanpo : Wataru
- 2006 : Yōki na gyangu ga chikyū o mawasu : Kuon
- 2007 : Waruboro : Ko
- 2008 : Hana yori dango: Fainaru : Soujiroh Nishikado
- 2008 : Ikigami, préavis de mort : Kengo Fujimoto
- 2009 : Kenta to Jun to Kayo-chan no kuni : Kenta
- 2010 : Raiā gēmu: Za fainaru sutēji : Akiyama Shinichi
- 2011 : Hādo romanchikkā : Goo
- 2011 : Sumagurā: Omae no mirai o hakobe : Cop #2
- 2012 : Afuro Tanaka : Hiroshi Tanaka
- 2012 : Raiā gēmu: Saisei : Shinichi Akiyama
- 2014 : Suîto pūrusaido : Mitsuhiko Ota
- 2015 : Inishiēshon rabu
- 2016 : Dias Police: Dirty Yellow Boys
- 2016 : Ōbā fensu : Kazuyuki
- 2019 : Tokyo Ghoul S : Shu Tsukiyama
- 2020 : Ichido shinde mita : Fujii
- 2020 : Nozomi : Reporter Naito

### Télévision

#### Séries télévisées
- 2005 : Hana yori dango : Sōjirō Nishikado
- 2006 : Regatta: Kimi to ita eien : Yagi
- 2006 : Toppu kyasutā
- 2007 : Hana yori dango 2 : Soujiroh Nishikado
- 2007 : Jotei : Naoto Date
- 2007-2010 : Liar Game : Akiyama Shinichi / Shinichi Akiyama
- 2008 : Atsuhime : Tokugawa Iemochi
- 2008 : Bara no nai hanaya : Kudo Naoya
- 2009 : Lessons for a Perfect Detective Story : Daigoro Tenkaichi
- 2009 : Rabu shaffuru : Sera, Ojiro
- 2010 : Nagareboshi : Ryō Kamiya
- 2010 : Tsuki no koibito : Sai Kazami / Cai Feng Jian
- 2011 : Don kihōte : Shirota Masataka
- 2012 : Taira no Kiyomori : Goshirakawa-tennou
- 2013 : Sennyū tantei Tokage : Tokage / Toru oribe
- 2013 : Umi no ue no shinryōjo : Sezaki Kota
- 2014 : Miyamoto Musashi
- 2016 : Dias Police: Ihō Keisatsu
- 2017 : Fainaru raifu: Ashita, kimi ga kietemo : Ryo Kawakubo

#### Téléfilms
- 2008 : Rokumeikan : Hisao Kiyohara
- 2015 : Koko ni aru shiawase

## Jeux vidéo
- Ryu ga Gotoku Kenzan ! (Yakuza 3) : Kojirō Sasaki